# Daman
Daman là một thành phố và là nơi đặt hội đồng đô thị (municipal council) của quận Daman thuộc bang Daman và Diu, Ấn Độ.

## Địa lý
Daman có vị trí 20°25′B 72°51′Đ / 20,42°B 72,85°Đ Nó có độ cao trung bình là 5 mét (16 feet).

## Nhân khẩu
Theo điều tra dân số năm 2001 của Ấn Độ, Daman có dân số 35.743 người. Phái nam chiếm 53% tổng số dân và phái nữ chiếm 47%. Daman có tỷ lệ 76% biết đọc biết viết, cao hơn tỷ lệ trung bình toàn quốc là 59,5%: tỷ lệ cho phái nam là 81%, và tỷ lệ cho phái nữ là 70%. Tại Daman, 12% dân số nhỏ hơn 6 tuổi.